# Долва, Карен
Карен Долва — норвежский дизайнер взаимодействия и основательница No Isolation, компании, разрабатывающей технологии для преодоления одиночества (как преодолевающие барьеры в использовании существующих технологий для поддержания связи с другими людьми, так и разрабатывающей собственное ПО). В 2020 году она была включена в список 100 женщин Би-би-си. Ранее изучала информатику в Университете Осло.